# Wickett, Texas
Wickett là một thị trấn thuộc quận Ward, tiểu bang Texas, Hoa Kỳ. Năm 2010, dân số của thị trấn này là 498 người.

## Dân số
- Dân số năm 2000: 455 người.
- Dân số năm 2010: 498 người.